# 维勒讷沃 (阿列日省)
维勒讷沃（法語：Villeneuve，法語發音：[vilnœv] ⓘ）是法国阿列日省的一个市镇，属于圣日龙区。

## 地理
维勒讷沃（42°56'18"N, 0°58'54"E）面积5 平方千米，位于法国奧克西塔尼大區阿列日省，该省份为法国西南部内陆省份，西部和北部与上加龙省接壤，东临奥德省，东南至东比利牛斯省接壤，南与安道尔和西班牙接壤。
与维勒讷沃接壤的市镇（或旧市镇、城区）包括：阿尔然、欧卡赞、巴拉盖尔、比藏。

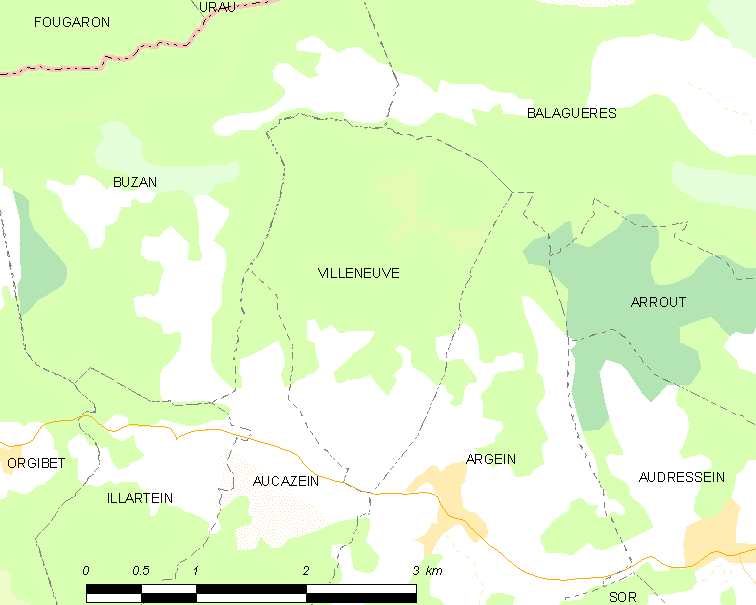
的OSM定位图

维勒讷沃的时区为UTC+01:00、UTC+02:00（夏令时）。

## 行政
维勒讷沃的邮政编码为09800，INSEE市镇编码为09335。

## 政治
维勒讷沃所属的省级选区为库斯朗西县。

## 人口

1962-2008年间人口变化图示

维勒讷沃于2022年1月1日时的人口数量为42人。